# Deramas antynax
Deramas antynax är en fjärilsart som beskrevs av John Nevill Eliot 1970. Deramas antynax ingår i släktet Deramas och familjen juvelvingar. Inga underarter finns listade i Catalogue of Life.